# Atlantide - Storie di uomini e di mondi
Atlantide - Storie di uomini e di mondi è stato un programma televisivo di approfondimento culturale, andato in onda su LA7 dal 2002 al 2023.

## Storia
Il programma è stato presente nel palinsesto della rete dal 2002 al 2023 e ha avuto diverse collocazioni; la prima conduttrice è stata la giornalista Natascha Lusenti, alla quale seguirà Francesca Mazzalai nel 2005. 
Da giovedì 18 giugno 2009 ha preso avvio una nuova programmazione settimanale speciale in prima serata con sei documentari inediti, condotta dalla giornalista Greta Mauro, così come la programmazione ordinaria al pomeriggio (dalle ore 16:00 alle ore 18:00) da febbraio a giugno 2010. 
A settembre 2010 è tornata alla conduzione la Lusenti, dopo una pausa di cinque anni, che lasciò di nuovo il posto alla Mauro a partire da settembre 2011 per la quattordicesima edizione. Nel 2012 e 2013 è stato condotto dalla Mauro e dal geologo Mario Tozzi.
Ogni giorno della settimana in base al format veniva affrontato un tema diverso:
- Atlantide Viaggi
- Atlantide Storia
- Atlantide Ritratti
- Atlantide Scienza
- Atlantide Esplorazioni

Dall'autunno 2017 ha invece come conduttore il giornalista Andrea Purgatori, cambia struttura e va in onda settimanalmente tutti i mercoledì alle 21:10, oltre a essere replicato la domenica pomeriggio. In occasione dei Premi Flaiano 2019, Atlantide riceve il premio per il programma culturale.
Dal novembre 2020 collabora Mauro Biani con una sua vignetta a puntata.
Dal settembre 2021 al gennaio 2022 è andato in onda di domenica alle 21:15, invertendo con la trasmissione di Massimo Giletti Non è L'arena. Dal 9 febbraio 2022 torna alla collocazione del mercoledì sera, invertendo nuovamente con la trasmissione Non è L'arena.
Nel 2023 il programma viene sospeso a seguito dell'improvvisa morte del conduttore Andrea Purgatori.

## Sigla
La sigla della prima edizione è stata realizzata dall'art director Alberto Traverso; la musica utilizzata per la sigla era quella del brano Everything di Alanis Morissette.
La musica della sigla è successivamente stata per alcuni anni Love You dei The Free Design.

## Conduttori
- Natascha Lusenti: 2002-2005; 2010-2011
- Francesca Mazzalai: 2005-2009
- Greta Mauro: 2009-2010; 2011-2012
- Mario Tozzi: 2012-2013
- Andrea Purgatori: 2017-2023

## Spin-off
Il programma è andato in onda anche dal 18 giugno 2020 per tre giovedì consecutivi, dopo la messa in onda della mini-serie Chernobyl, ed ha trattato quanto accaduto in Ucraina nel 1986.